# Лукан (футболіст, 2001)
Лукас Алешандре Галдіно де Азеведо (порт. Lucas Alexandre Galdino de Azevedo), більш відомий як Лукан (порт. Lucão, нар. 26 лютого 2001, Барра-Манса) — бразильський футболіст, воротар «Васко да Гами».

## Клубна кар'єра
Народився 26 лютого 2001 року в місті Барра-Манса. Вихованець футбольної школи клубу «Васко да Гама». 2 лютого 2020 року вийшовши на поле в матчі Ліги Каріока проти «Ботафого» (0:1) Лукан став наймолодшим воротарем, який зіграв за «Васко» в офіційному матчі у 21 столітті у віці 18 років, 11 місяців і 2 днів, побивши попередній рекорд Елтона (21 рік, 7 місяців і 19 днів), що тримався з 2000 року. 10 лютого Лукан продовжив контракт з клубом до грудня 2023 року.

## Виступи за збірну
2014 року виступав у збірної Бразилії до 17 років, а з 2015 року став виступати за збірну до 17 років. У її складі 2017 року Лукан виграв домашній юнацький чемпіонат Південної Америки, що дозволило команді того ж року поїхати на юнацький чемпіонат світу в Індії, де бразильці здобули бронзові нагороди. Втім Лукан на обох турнірах був дублером Габріела Бразана і зіграв лише одну гру на континентальній першості проти Аргентини.
2021 року Лукан потрапив до заявки олімпійської збірної Бразилії на Олімпійські ігри в Токіо, на яких «селесао» стали чемпіонами, але Лукан там жодного разу на поле так і не вийшов будучи дублером Сантуса.

## Титули і досягнення
- Олімпійський чемпіон (1): 2020
- Чемпіон Південної Америки (U-17): 2017